# Aaron Cresswell
Aaron William Cresswell (ur. 15 grudnia 1989 w Liverpoolu) – angielski piłkarz, występujący na pozycji obrońcy w Stoke City. W latach 2016-2017 trzykrotny reprezentant Anglii.